# Castello di Varano Marchesi
Das Castello di Varano Marchesi ist die Ruine einer mittelalterlichen Hangburg oberhalb von Varano de’ Marchesi, einem Ortsteil von Medesano in der italienischen Region Emilia-Romagna.

## Geschichte
Die Burg wurde vermutlich bereits im 11. Jahrhundert errichtet, auch wenn das erste Zeugnis über ihre Existenz erst aus dem Jahr 1429 stammt, als der Kaiser des Heiligen Römischen Reiches, Friedrich II., sie an Oberto II. Pallavicino verlehnte.
1413 bestätigte Kaiser Sigismund Rolando il Magnifico die Investitur. Dennoch überzeugte Niccolò Piccinino den Herzog von Mailand, Filippo Maria Visconti, vom Verrat des Markgrafen und ließ sich mit der Eroberung des Stato Pallavicino beauftragen. Rolando il Magnifico musste fliehen und alle seine Besitzungen wurden vom Herzogtum Mailand konfisziert, das 1442 dem Condottiere das Lehen Varano de’ Marchesi und zahlreiche andere in der Provinz Parma verlehnte, darunter Solignano, Sant’Andrea, Miano, Banzola, Visiano, Cella, Tabiano, Monte Manulo, Bargone, Gallinella, Felegara und Monte Palerio. 1450 gab der neue Herzog, Francesco I. Sforza, Pallavicino das Castello di Varano Marchesi zurück.
Nach dem Tod des Markgrafen 1457 wurde die Festung dem Erstgeborenen, Niccolò, zusammen mit den Burgen von Castelguelfo, Gallinella und Miano verlehnt.
Mit dem Aussterben dieses Zweiges des Adelshauses 1782 gab der Herzog von Parma, Ferdinand, das Lehen Varano de’ Marchesi an die Markgrafen Bergonzi weiter, die die Rechte daran bis zur Abschaffung der Feudalherrschaft durch Napoleon im Jahre 1805 behielten.
Später wurde die Burg, die damals bereits in Ruinen lag, vom Herzogtum Parma und Piacenza übernommen. Sie wurde endgültig aufgegeben und verfiel vollständig, sodass bereits 1832 nur noch Reste davon sichtbar waren.

## Beschreibung
Von der alten Burg ist heute nur noch die Ruine des Bergfrieds erhalten, die man über einen Fußweg erreichen kann, der sich im Dickicht verliert.
Die Steinmauern des großen Turms, der größtenteils eingestürzt ist, sind im Dickicht mit gutem Blick über das Tal verteilt.